# Guri
Guri (kor. 구리시 = Guri-si, Stadt Guri) ist eine Stadt in der südkoreanischen Provinz Gyeonggi-do. Sie liegt östlich der koreanischen Hauptstadt Seoul, an welche sie durch die Seouler U-Bahn angebunden ist. Guri erhielt seine aktuelle administrative Form im Jahr 1986, als sie von der Stadt Namyangju getrennt wurde. Bis 1980 war Guri Teil der Stadt Yangju.

## Sehenswürdigkeiten
In der Stadt befinden sich die Donggureung Königsgräber der Joseon-Dynastie, die 2006 von der südkoreanischen Regierung zur Aufnahme in die Liste des UNESCO-Welterbes vorgeschlagen wurden.

## Sport
Guri war im September 2013 erstmals Austragungsort des Dreiband-Weltcup. Davor wurde er in Suwon ausgetragen. Im August 2016 wurde die Dreiband-Weltmeisterschaft der Damen ausgetragen. Spielstätte war das Gymnasium von Guri.

## Söhne und Töchter der Stadt
- Kwon Boa (* 1986), Sängerin
- Jihyo (* 1997), Sängerin
- Xiumin (Kim Min Seok) (* 1990), Sänger (EXO)[4]

## Ansichten

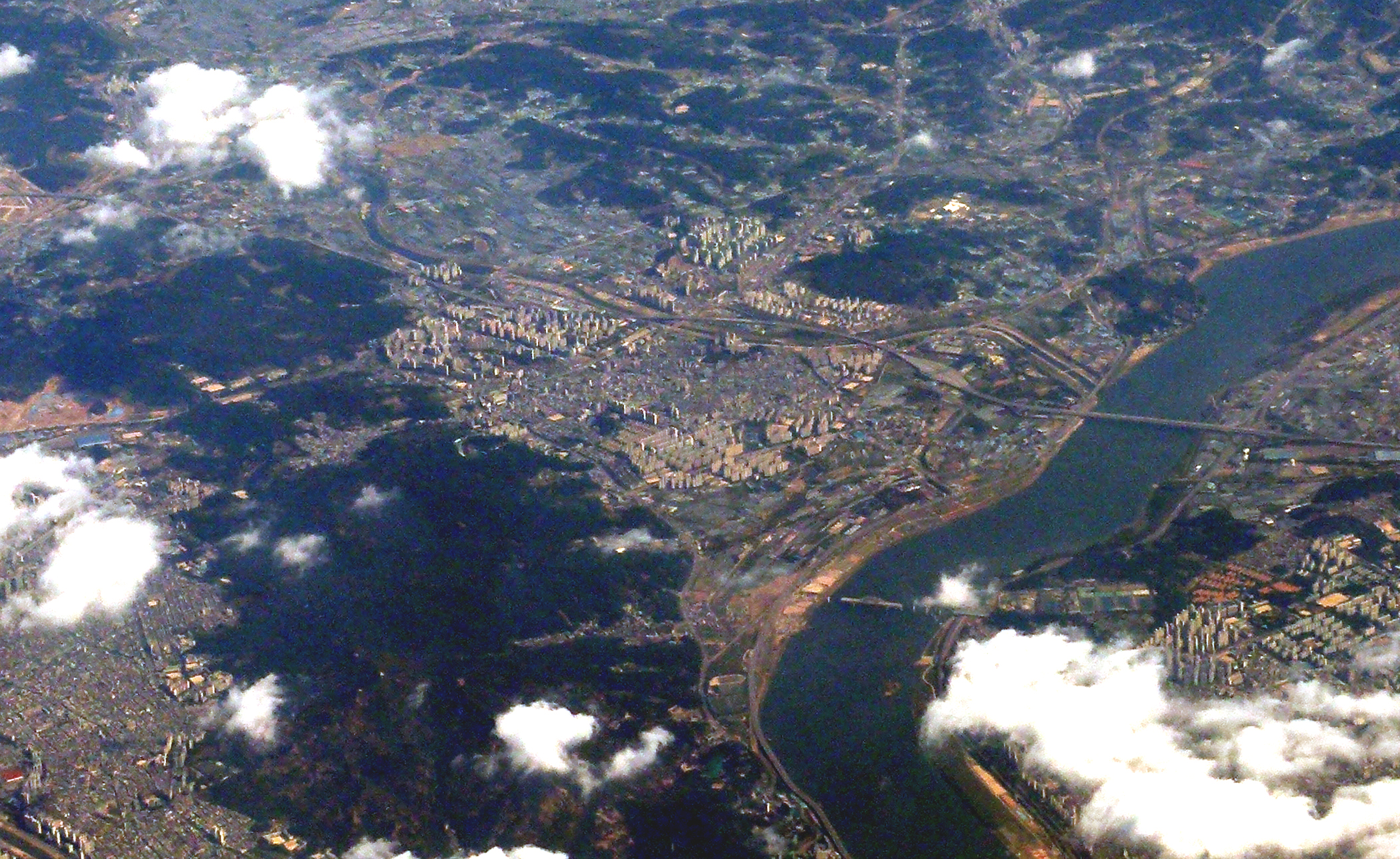
Luftaufnahme von Guri
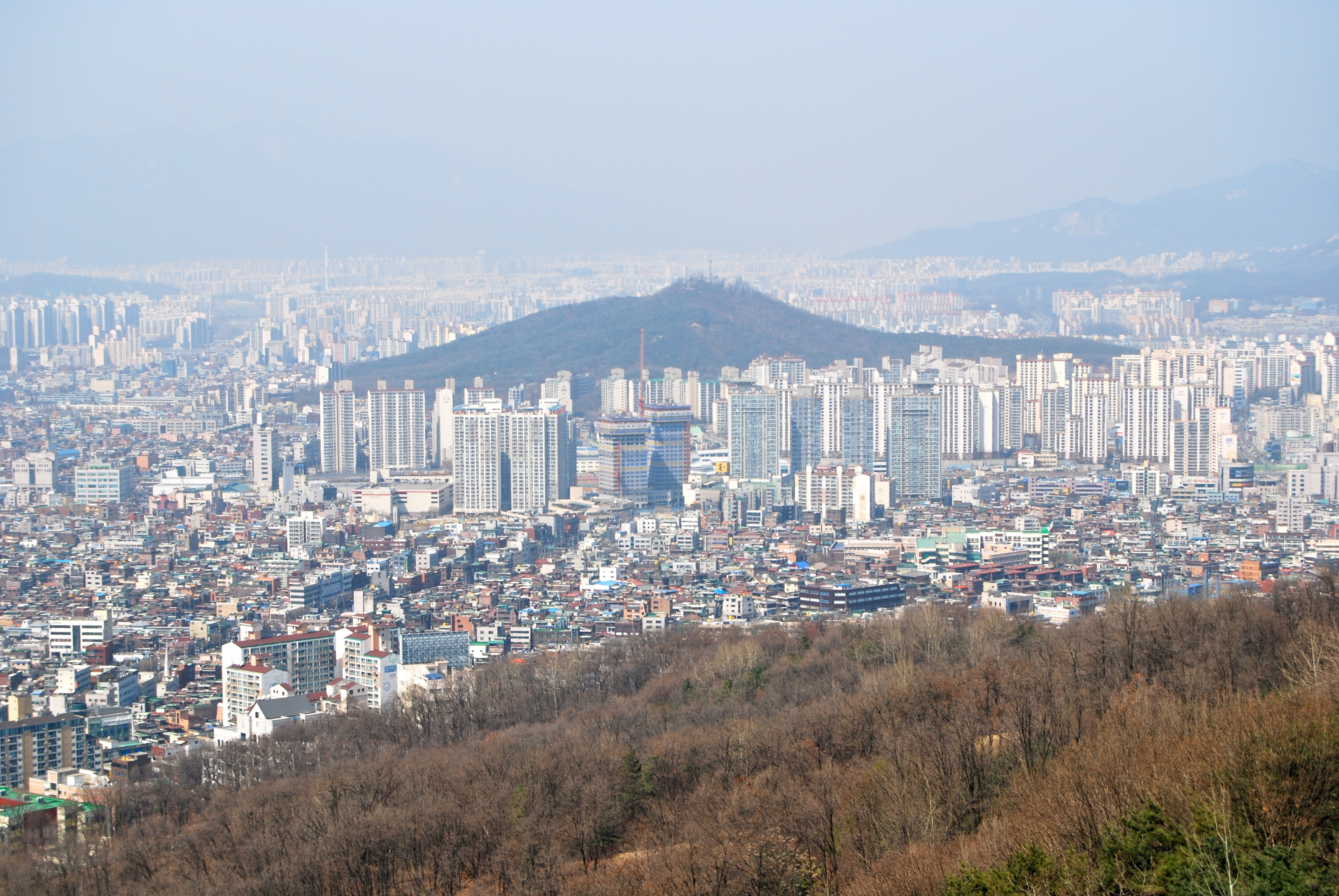
Blick auf Guri